# Far Cry 4
Far Cry 4 é um jogo eletrônico de tiro em primeira pessoa jogado em mundo aberto que foi produzido pela Ubisoft Montreal juntamente com a Ubisoft Red Storm, a Ubisoft Toronto, a Ubisoft Shanghai e a Ubisoft Kiev. É o quarto título principal da série Far Cry e foi publicado pela Ubisoft para Microsoft Windows, PlayStation 3, PlayStation 4, Xbox 360 e Xbox One no dia 18 de novembro de 2014 na América do Norte e no dia 20 de novembro nos territórios EMEA e australianos. A IGN nomeou Far Cry 4 na categoria "Jogo do Ano" em todas as plataformas disponíveis, excepto Microsoft Windows. Em dezembro de 2014, com um mês de lançamento, o jogo já tinha vendido mais de sete milhões de cópias pelo mundo.

## Jogabilidade
Far Cry 4 é um jogo em mundo aberto de tiro na primeira pessoa (FPS). E Continua com muitas das características do Far Cry 3, incluindo os elementos de role-playing game (RPG), pontos de experiência, árvores de habilidades, um sistema de melhorias artesanal, a possibilidade de caçar animais e escalar torres para libertar zonas, aumentando assim o mapa. O jogador pode igualmente se esconder atrás de objetos para fugir das linhas de visão e também para olhar ao redor e disparar sem ver, bem como a capacidade de realizar ataques furtivos de cima, abaixo ou perto do inimigo.
O tamanho do mapa é relativamente igual ao de Far Cry 3, no entanto, por ser uma zona montanhosa, é mais denso que o do jogo anterior.No jogo, o modo 'Hardcore', o jogador pode ficar com hipotermia quando em contato com a água gelada, e ganha doenças quando mordido por animais venenosos. Far Cry 4 tem vários finais, dependendo das escolhas do jogador, mas é "menos claro" que o de Far Cry 3. Para além da história principal, também existem várias missões secundárias para completar.
Apesar das semelhanças, o jogo introduz novas características, incluindo: um sistema de Karma que acumula ou retira pontos dependendo das ações do jogador, como por exemplo, recebe pontos se salvar reféns ou civis, mas se decidir matar animais silvestres, dependendo da forma como o faz, serão lhe deduzidos; escolhas morais que são propostas ao longo da história; o Autodrive que permite uma condução automática até ao ponto escolhido pelo jogador. Existem vários veículos a dispor do jogador, incluindo a possibilidade de montar em elefantes.
Far Cry 4 também tem um Editor de Mapas, permitindo aos usuários criar e partilhar conteúdo criado por eles. Similar a Far Cry 3, os jogadores podem criar os seus mapas com terrenos, edifícios, árvores, vida selvagem e veículos. No entanto, o Editor não suporta multijogador competitivo no lançamento, podendo ser acrescentado em data posterior.

## Enredo
Em Far Cry 4 o protagonista é Ajay Ghale que regressa a Kyrat (uma nação fictícia fortemente inspirada em locais da região Himalaia do Nepal), uma zona indomável e selvagem no seu pais de origem, para espalhar as cinzas da sua falecida mãe. Uma vez lá, vê-se envolvido numa guerra civil entre os rebeldes (conhecidos como Caminho Dourado) e o regime despótico do auto-intitulado rei, o sádico Pagan Min (Troy Baker). O jogador tem a possibilidade de escolher de que lado quer juntar forças, resultando em diferentes finais.

## Personagens Primários
Ajay Ghale
É o protagonista da história. Filho de Mohan Ghale e de Ishwari Ghale, ele nasceu em Kyrat mas foi criado nos Estados Unidos por sua mãe que nunca revelou nada sobre Kyrat ou sobre o seu pai. Logo depois da morte dela, Ajay retorna para sua terra natal para realizar o último desejo de sua mãe, espalhar suas cinzas em "Lakshmana", mas ele se vê em uma guerra civil ao chegar em Kyrat, e resolve lutar ao lado dos rebeldes contra o exército real de Pagan Min (ou decide ajudar Pagan nos primeiros momentos do jogo), pois o prometeram ajudar em sua missão. Ao longo de sua jornada, Ajay ajuda decidir quem irá ser o novo líder do Caminho Dourado, Amita ou Sabal. Ao decorrer do jogo, Ajay começa a descobrir mais sobre a sua própria história e passa entender mais sobre os motivos da guerra. Ao final, ele descobre por uma revelação de Pagan Min que Lakshmana é a sua meio irmã, e Mohan Ghale a matou; ainda, independente de quem Ajay ajude a se tornar líder do Caminho Dourado, o escolhido se tornará um anarquista e assassino de Kyrat.
Pagan Min
É o atual rei de Kyrat. Pagan com ajuda de Mohan Ghale conseguiu se fazer imperador da região expulsando os anarquistas que assassinaram o último rei que era primo de Min. No entanto, Mohan e Pagan tiveram divergências em sua forma de como conduzir Kyrat para a prosperidade. Assim sendo, Pagan Min começa a se tornar contrário ao Caminho Dourado (nome do grupo rebelde comandado por Mohan, batizado por Ishwari, mãe de Ajay, contrário ao reinado de Min). Entretanto, Mohan vendo-se incapaz de ir contra o exercício real, faz de sua esposa, a atual Tarun Matara Ishwari, e o seu filho Ajay de quatro anos, servirem de espiões no palácio de Pagan. Porém, Ishwari termina se apaixonando por Pagan Min e tem uma filha com ele, Lakshmana. Mohan, sentindo-se traído, assassina Lakshmana de dois anos; Ishwari e Ajay fogem para os Estados Unidos e Pagan começa uma onda de assassinatos e repressões a quem ajude o Caminho Dourado, terminando assassinando Mohan Ghale. Anos depois, Ishwari morre e Ajay trás suas cinzas para Kyrat, porém em seu caminho, encontra-se com Pagan Min, o rei de Kyrat. Pagan Min tenta ajudar e evita reeprender Ajay de todas as maneiras, pois como dito no jogo, ele é como um filho para ele. Ao final (ou ao início do jogo), Pagan revela toda a verdade por trás de Kyrat e sua própria história, revelando também sobre a morte de Lakshmana. Pagan Min, nos últimos momentos da história, passa a sucessão do trono para Ajay Ghale.
Amita
Ela foi a primeira mulher a fazer parte do Caminho Dourado (os rebeldes). Amita é contra as tradições e a cultura de Kyrat, priorizando sempre o progresso em detrimento da tradição. Em uma constante briga contra Sabal pela liderança do Caminho Dourado, Ajay pode a ajudar ou não com a vitória sobre Sabal. Amita ao longo do jogo se mostra contra a tradição da futura Tarun Matara, Bhadra, se expressando por não aceitar o casamento de uma criança com um homem mais velho (se referindo a Ishwari e Mohan) e também por não acreditar que Bhadra é uma deusa de carne e osso. Amita, também, prefere conduzir Kyrat ao caminho das drogas pelo discurso das mesmas serem uma fonte de renda ao país e poderem ser uma fonte de ervas medicinais, ela prefere perder soldados do que perder uma vantagem sobre a guerra. Se ao final Amita se tornar a líder, ela colocará o povo Kyrati para trabalhar em um regime escravo matando quem quer que seja contra ela; se ela não for escolhida como líder, Ajay tem a opção de deixá-la viva, se isolando em Kyrat, ou matá-la.
Sabal
Ele é um dos líderes do Caminho Dourado ao lado de Amita. Ele é contra as idéias dela, pois acha que mantendo as tradições de Kyrat os fortalecerá contra os soldados de Pagan Min. É um verdadeiro seguidor de Mohan Ghale, e o utiliza em seu discurso para persuadir Ajay a ajudá-lo contra Amita, ele também prefere perder o informações úteis sobre a guerra do que arriscar a vida de seus guerreiros; ele é contra a utilização de mulheres como combatentes na guerra, sendo um dos objetivos dele acabar com isso. Sabal, acredita que Bhadra é a futura Tarun Matara e faz com que ela tenha ensinamento religioso e sirva de conforto ao povo Kyrati em momentos difíceis, mesmo ainda sendo uma criança. Ele é um verdadeiro símbolo de Kyrat, segue todas as antigas tradições e crenças de seu povo (se Ajay escolher Sabal nos primeiros momentos do jogo, ele o permitirá assistir o sacrifício de uma Cabra do templo). Se Ajay fizer o fizer líder definitivo de Kyrat, Sabal matará quem foi contrário a ele durante a guerra, inclusive integrantes do caminho Dourado que foram fiéis a Amita; ainda fará de Bhadra um símbolo humano que viverá em Jalendu onde não poderá mais ser vista. Se Amita for a líder em vez de Sabal, Ajay pode deixá-lo fugir deixando-o se isolar em uma floresta ou poderá matá-lo.

### Personagens secundários
Longinus
É um traficante de armas para o Caminho Dourado e um padre. Ele procura por ajudantes para dar seus sermões e apagar seus pecados cometidos anteriormente. Ajay é mandado em uma de suas missões para o conhecer, com o tempo, Ajay descobre que Longinus o faz roubar diamantes de sangue para em troca dar armas ao Caminho Dourado. Longinus manda constantemente Ajay aos Himalaias para cumprir missões. Longinus costuma deixar bilhetes por Kyrat com o título "Minha Casa de Oração", ele cita passagens bíblicas e as interpreta por meio da guerra. Ao final, o padre e guerrilheiro vai embora de Kyrat em um carro dizendo que talvez vá para Os Estados Unidos, onde talvez precisem de sua ajuda.
Paul "De Pleur" Harmon
É um homem americano que já trabalhou em diversos bancos famosos do mundo, porém foi chamado por Pagan Min para trabalhar especialmente para ele em Kyrat. De Pleur é conhecido na região por suas famosas festas na Cidade do Sofrimento, onde apenas os melhores soldados são convidados. Paul, através de seus soldados, captura reféns que ajudem o Caminho Dourado e pega os seus pertences, especialmente colares e brincos, para presentear a cada seis semanas sua filha Ashley que mora nos Estados Unidos com a sua esposa. Ashley, em uma de suas cartas à De Pleur, menciona que a mãe dela tem passado muito tempo no porão com um amigo que é encanador, no entanto Ashley diz que o problema da encanação nunca é consertado. Paul Harmon ajuda muitas vezes Paga Min em seus interrogatórios, ele é conhecido por conseguir sempre as informações. Também ele é visto falando muitas vezes com a sua filha, Ashley, ao telefone, e Pagan menciona uma vez que é tio de Ashley. Em uma missão, Ajay tem o poder de escolha de destruir o carro e matá-lo ou entregá-lo a Sabal e Amita. Ao final do jogo, se Ajay não matou De Pleur, ele pode ser encontrado em Thirta em uma jaula pedindo para que Ajay deixe-o atender o celular pois é Ashley quem está ligando.
Noore Najjar
É uma médica, que, ao aceitar o convite do Pagan nos seus primeiros dias de reinado, teve seu marido e filhos sequestrados por Paul De Pleur para continuar obrigada comandando a Arena Shanath e a área em volta dela. Noore, ao longo da história se mostra contrária a filosofia de Yuma, em um de seus bilhetes ela ameaça a jogar um de seus comandantes de ele continuar tendo negócios com ela. Além disso, existem tropas de Noore espalhadas por toda a Kyrat que caçam animais, principalmente elefantes e rinocerontes, para a Arena Shanath, além deles sequestraram mulheres para trabalharem como prostitutas. Ela também, se mostra contrária ao Dhami. Noore Najjar, ainda acredita que sua família está viva e por pensar assim ajuda Ajay a sobreviver à arena dando-lhe um facão escondido, em troca ela pede para ele se infiltrar na Cidade do Sofrimento de De Pleur para resgatar a sua família, porém, Ajay descobre que a família dela já estava morta. Ao final, Ajay tem a opção de matar Noore ou deixá-la viver, no entanto, se Ajay deixá-la viva ela se jogará na Arena e os animais a comerão viva.
Yuma Lau
É a mão direita do Pagan, a vice comandante de Kyrat, veio com ele de Hong Kong para comandar a região.  Quando os pais de Yuma morreram numa batida de força tarefa, o pai de Min a acolheu e a cuidou como filha. No entanto, Yuma, em seus bilhetes espalhados por Kyrat, revela ter sentimentos por Pagan Min e mostra um profundo ódio por Ishwari, dizendo que ela o fez mudar de personalidade para pior. Yuma controla a Prisão de Durguesh, onde ninguém nunca escapou com vida; ela também, é conhecida pela intensa fabricação de drogas. Yuma Lau, durante a história, mostra-se extremamente obstinada a achar Shangrilá e possuir o poder de Kalinag. Ajay, ao cair em Durguesh é medicado por Yuma para não escapar, no entanto, ele consegue fugir da prisão e do rakshaha, um demônio de Shangrilá. Ao final, Ajay tem a opção de matá-la matando Kalinag em uma alucinação, ou deixá-la ter o seu próprio destino.
Yogi e Reggie - Dois forasteiros que foram para Kyrat tentando se esconder, eles são especialistas em drogas e dopam Ajay muitas vezes no andar do jogo.
Willis Huntley - Willis é um agente que trabalha para a CIA e vai a Kyrat para instruir Ajay a fazer algumas missões para ele.
Hurk - Hurk é um lunático e adora atirar pra todos os lados, ele está em busca de estátuas de macacos e pede ajuda para Ajay.
Darpan - Darpan faz parte dos rebeldes e é o responsável por levar Ajay para Kyrat.
Bhadra - Bhadra é uma adolescente que os rebeldes aliados de Sabal acreditam ser a Tarun Matara (Reencarnação da Esposa de Banashur, criador do mundo segundo a mitologia Kyrati)

## Desenvolvimento
Mark Thompson, um dos directores de Far Cry 4, disse que queria que a narrativa corrigisse as deficiências que ele sentiu que existiam em Far Cry 3. Em Far Cry 3, a natureza da jogabilidade em mundo aberto estava em desacordo com a trama, uma vez que permitia que o jogador realizasse atos prolongados de exploração, apesar de situações na narrativa que eram supostamente momentos críticos. Foram feitos esforços para assegurar que em Far Cry 4 o jogo em mundo aberto e a história se complementem melhor. Em adição, os argumentistas decidiram mitigar a quantidade de voz da personagem para permitir que o jogador possa sentir melhor o papel que está a desempenhar, acrescentando humor negro tipo-Tarantino, para criar um maior contraste entre a violência do jogo e o prazer que o jogador tem ao jogá-lo."
Para as plataformas PlayStation, Far Cry 4 está a ser desenhando para permitir que os jogadores possam convidar amigos para jogar cooperativamente, mesmo aqueles que não possuem o jogo. Para o fazer, os jogadores escolhidos recebem dez convites para enviar aos amigos. Estes por sua vez podem descarregar uma versão do jogo e jogar com o jogador anfitrião de uma maneira mais básica. De acordo com a Ubisoft, o jogo foi fortemente inspirado na Guerra Civil do Nepal.
Mark Thompson, director do enredo do jogo, referiu em entrevista ao IGN que Far Cry 4 tem entre 15 e 60 horas de duração, dependendo da forma como o jogador o encara.

## Música
A 3 de Novembro de 2014 a Ubisoft anunciou que Cliff Martinez, ex-baterista da banda Red Hot Chili Peppers e compositor de filmes como Drive, Solaris e Traffic, criou a música para Far Cry 4. Martinez trabalhou com a equipa de áudio da Ubisoft Montreal, incluindo o designer Jerome Angelot, o supervisor Simon Landry e o director Tony Gronick.  "Foi uma honra ter sido convidado para compor a música do jogo Far Cry 4, a minha primeira banda sonora de corpo inteiro para um vídeo game" disse Martinez. "Foi excitante para mim quando me pediram para ter uma abordagem cinemática minimalista para o mundo imersivo do jogo. Qualquer jogo em que podes andar num elefante em fúria é um projecto que não podes recusar!" A música foi criada no sentido de "dar vida" ao mundo e às personagens fictícias de Kyrat, usando instrumentos tradicionais como as tigelas dos Himalaias, as tablas e os sinos.
A banda sonora de Far Cry 4 foi disponibilizada digitalmente a 4 de Novembro de 2014. No entanto, uma edição limitada de 2-CD será lançada a 2 de Dezembro de 2014 na América do Norte e a 9 de Dezembro na Europa, seguida por uma outra de 3-LP em Janeiro de 2015.

### Lista de faixas
Todas as faixas escritas e compostas por Cliff Martinez. 
| Far Cry 4 (Original Game Soundtrack) |                           |         |  |
| N.º                                  | Título                    | Duração |  |
| 1.                                   | "Trial by Fire"           | 4:19    |  |
| 2.                                   | "Welcome to Kyrat"        | 3:41    |  |
| 3.                                   | "Into the Fire"           | 1:57    |  |
| 4.                                   | "Sudden Trouble"          | 3:04    |  |
| 5.                                   | "The Target"              | 2:03    |  |
| 6.                                   | "Take Down"               | 2:05    |  |
| 7.                                   | "No Respite"              | 2:36    |  |
| 8.                                   | "Secrets of the Goddess"  | 2:10    |  |
| 9.                                   | "The Mountain Watches"    | 2:20    |  |
| 10.                                  | "Unfamiliar Paths"        | 2:41    |  |
| 11.                                  | "Awash in the Day"        | 2:19    |  |
| 12.                                  | "Every Road an Exit"      | 2:06    |  |
| 13.                                  | "The Hard Road"           | 1:50    |  |
| 14.                                  | "One by One"              | 1:48    |  |
| 15.                                  | "Sabal's Suite"           | 4:35    |  |
| 16.                                  | "Predator's Way"          | 2:18    |  |
| 17.                                  | "Here They Come"          | 2:08    |  |
| 18.                                  | "Once More with Teeth"    | 2:07    |  |
| 19.                                  | "Lives to Spare"          | 2:08    |  |
| 20.                                  | "Royal Reception"         | 2:57    |  |
| 21.                                  | "Prisoners of Despair"    | 2:49    |  |
| 22.                                  | "Amita's Rage"            | 2:47    |  |
| 23.                                  | "The Moon's Light"        | 2:43    |  |
| 24.                                  | "Victory by Inches"       | 3:02    |  |
| 25.                                  | "What Is Sacred..."       | 2:07    |  |
| 26.                                  | "Blood of Faith"          | 2:03    |  |
| 27.                                  | "A Sermon of Bullets"     | 2:03    |  |
| 28.                                  | "Painted in Blood"        | 2:26    |  |
| 29.                                  | "The Whisper of My Blade" | 3:56    |  |
| 30.                                  | "Bhadra's Suite"          | 4:14    |  |

## Lançamento
Far Cry 4 foi publicado pela Ubisoft para Microsoft Windows, PlayStation 3, PlayStation 4, Xbox 360 e Xbox One a 18 de Novembro de 2014 na América do Norte e a 20 de Novembro nos territórios EMEA e  australiano.

### Marketing
Em Julho de 2014 a Ubisoft anunciou a competição ‘Quest For Everest’. A companhia enviou uma equipa de montanhistas para o Nepal, país que serviu de inspiração para Far Cry 4, para escalarem até ao Campo Base do Everest e aí jogarem ao jogo a partir das encostas da montanha. O jogador para entrar na equipa teria de criar um video de 2mns a explicar porque razão deveria ser ele o escolhido. A competição encerrou a 15 de Agosto e o vencedor foi anunciado durante o evento PAX Prime.
Nas semanas que antecederam o lançamento de Far Cry 4, a Ubisoft lançou vários vídeos episódicos que exploram as formas de sobrevivência no mundo aberto do jogo. O conteúdo funcionou de modo similar aos livro Choose Your Own Adventure, onde os jogadores podem optar por caminhos diferentes, cujo desfecho pode ser a morte ou a sobrevivência. Os capítulos foram divididos naquilo que a Ubisoft chamou de "rites of passage" (rituais de passagem): "Eye for an Eye", "Rabbit Hole", "Mind Blossom" e "Escape." Os vídeos estão disponíveis na página oficial de Far Cry 4.

### Bónus e edições especiais
A Ubisoft revelou as várias edições especiais para Far Cry 4. Com a pré-reserva, os jogadores receberam automaticamente a ‘Edição Limitada’ que tem o pacote “Hurk’s Redemption” que inclui três missões bónus para a história principal, um arpão com o nome "O Impalador" e um "monte da macacos". A Kyrat Edition, inclui uma estátua de Pagan Min, um mapa de Kyrat, um poster de propaganda, um jornal de viagem, uma caixa de coleccionador assim como o pacote "Hurk's Redemption". A Steelbook Edition, exclusiva para a loja Uplay, tem o conteúdo da Kyrat Edition excepto a estátua, o jornal de viagem e os pacotes adicionais. A Gold Edition, para os sistemas PlayStation e Microsoft Windows, que para além do jogo, inclui a Season Pass que dá acesso a uma missão exclusiva e a 20% de todo o conteúdo adicional.

## Recepção

### Críticas
Far Cry 4 recebeu críticas positivas dos analistas, segundo o site Metacritic.
A história do jogo dividiu opiniões. Chris Carter, da Destructoid, elogiou a personalidade de Ajay Ghale, que é menos "óbvio" que em Far Cry 3. O vilão, Pagan Min, também foi elogiado, com Carter o considerando um dos pontos altos do jogo. Josh Harmon da Electronic Gaming Monthly achou que o personagem do jogo tinha profundidade e que as escolhas feitas pelo jogador durante o jogo eram significativas na história. Aoife Wilson da Eurogamer achou que o personagem principal era memorável, mas a história foi decepcionante. Nick Tan, da Game Revolution, também elogiou Pagan Min, mas ele reclamou que o personagem raramente aparecia no jogo. Edwin Evans-Thirlwell, da GamesRadar, achou que a história ia melhorando conforme o jogo avançava, embora apenas alguns personagens eram impressionantes. Ele criticou o roteiro de Far Cry 4, que definiu como "sem brilho". Mike Splechta da GameZone elogiou a dublagem do jogo e aplaudiu seu enredo, chamando-o de satisfatório.
O mundo aberto e o design do jogo foram elogiados. Carter achou que a natureza da verticalidade do mapa do jogo criava obstáculos para os jogadores enquanto viajavam pelo cenário. Contudo, ele elogiou a história e a vida selvagem interessantes encontradas no mundo. Harmon teve uma opinião similar, elogiando os gráficos e a cultura de Kyrat. Harmon achava que a paisagem montanhosa do mundo do jogo dava aos jogadores uma sensação de exploração e, portanto, tornava a travessia agradável. Wilson, contudo, afirmou que o cenário de Kyrat não era tão atraente quanto o cenário tropical de Far Cry 3. Mesmo assim, ela elogiou as partes de Shangri-la, que ela pensou ter mudado drasticamente a paisagem do jogo. Matt Bertz da Game Informer elogiou o design do jogo, que ele afirmou ser vibrante, variado e rico. Ludwig Kietzmann da Joystiq elogiou o conteúdo encontrado no mundo e achou que o próprio mundo era envolvente e interessante.

### Vendas
Em 2015, a Ubisoft revelou que Far Cry 4 vendeu 9 milhões de unidades para as lojas.

### Prémios
O IGN nomeou Far Cry 4 na categoria “Jogo do Ano” em todas as plataformas disponíveis, excepto Microsoft Windows.

### Controvérsia
A capa de Far Cry 4 foi objeto de várias controvérsias isto por ter um homem loiro, de roupas rosas, que aparentemente parece homossexual. O personagem está a agarrar a cabeça de um homem nativo que está de joelhos de uma maneira que parece ser condescendente, levantando assim criticas por insinuações racistas. Com receios de uma resposta pública, a Ubisoft evitou as criticas ao afirmar que a capa é apenas material de marketing, diferente dos activos de desenvolvimento.